# أوستين هوارد
أوستين هوارد (بالإنجليزية: Austin Howard)‏ هو لاعب كرة قدم أمريكية أمريكي، ولد في 22 مارس 1987 في دافنبورت في الولايات المتحدة.

## وصلات خارجية
- أوستين هوارد على موقع كلية كرة السلة في سبورتس رفرنس.كوم (الإنجليزية)
- أوستين هوارد على موقع مرجع كرة القدم المحترفة.كوم (الإنجليزية)